# Diocesi di Bita
La diocesi di Bita (in latino: Dioecesis Bitensis) è una sede soppressa e sede titolare della Chiesa cattolica.

## Storia
Bita, nell'odierna Algeria, è un'antica sede episcopale della provincia romana della Mauritania Cesariense.
Unico vescovo conosciuto di questa diocesi africana è Pannonio, il cui nome appare all'83º posto nella lista dei vescovi della Mauritania Cesariense convocati a Cartagine dal re vandalo Unerico nel 484; Pannonio, come tutti gli altri vescovi cattolici africani, fu condannato all'esilio.
Morcelli attribuisce erroneamente a questa diocesi anche Reparato, che tuttavia era vescovo donatista di Vinda.
Dal XX secolo Bita è annoverata tra le sedi vescovili titolari della Chiesa cattolica; dal 12 aprile 2008 l'arcivescovo, titolo personale, titolare è Frans Daneels, O.Praem., già segretario del Supremo Tribunale della Segnatura Apostolica.

## Cronotassi

### Vescovi residenti
- Pannonio † (menzionato nel 484)

### Vescovi titolari
- Frederick Eis † (8 luglio 1922 - 5 maggio 1926 deceduto)
- Johannes Riegler, M.C.C.I. † (9 dicembre 1948 - 11 gennaio 1951 nominato vescovo di Lydenburg)
- Thomas Joseph Danehy, M.M. † (27 novembre 1952 - 9 ottobre 1959 deceduto)
- Victorio Manuel Bonamín, S.D.B. † (27 gennaio 1960 - 11 novembre 1991 deceduto)
- Juan Vargas Aruquipa (15 gennaio 1992 - 20 agosto 1997 nominato vescovo di Coroico)
- Berhaneyesus Demerew Souraphiel, C.M. (7 novembre 1997 - 7 luglio 1999 nominato arcieparca di Addis Abeba)
- Tomáš Galis (28 agosto 1999 - 14 febbraio 2008 nominato vescovo di Žilina)
- Frans Daneels, O.Praem., dal 12 aprile 2008